# 지역발 드라마
지역발 드라마(地域発ドラマ)는 일본방송협회 (NHK)의 지역방송국이 제작하는 드라마이다.

## 작목록
- 2007년 《눈빛의 거리》
- 2008년 《모자》
- 2009년 《불 물고기》《스킵!~상가가 낳은 아이돌~》
- 2010년 《농돌!》
- 2011년 《사랑하는 김치》
- 2012년 《항구 스모 보이즈》《그 사람 그날》《대지 팡파르》《하루살이의 날개》《단단한 섬》《며느리가되는 날~토바·토시지마 섬 파라다이스~》《신의 아기》
- 2013년 《오늘도 지옥에서 기다리고 있습니다》《걷기, 걷기, 걷기~시코쿠 순례 길~》《생명의 발자국》《이시자카선 이야기》《아버지의 꽃, 피는 봄~기후 나가라가와 다이코모치 이야기~》《너구리 가족》《모토마치 아파트》《공룡 선생님》《유채 라인에 갈아하여》《다나카미 토파즈!》《가다랑어》《나의 아버지는 잔폰맨》
- 2014년 《기소 오리온》《조금은 다라즈에.》《정도 상가》《다루마씨가 웃었다.》《사누키 우동 융자과》《이야기꾼 씨》《라이드 라이드 라이드》《우카이를 사랑한 여름》《전함 야마토의 카레라이스》《더 라스트 샷》
- 2015년 《독안룡 신부 도중》《제일 전철이 달렸다》《내 아오오니》《갓탄 갓탄 그래도 고》《도쿄 웨스트 사이드 이야기》《붉은 벽돌》《농업 여자는 라페코》
- 2016년 《인디고의 연인》《내가 아버지가 될 때까지》《"죽어라" 도련님》《후로타키 대장 고향에 돌아》《미야자키의 두 사람》《진행! 세이 칸 연락선》《춤 춰라! 가구라 공주》《라디카세》
- 2017년 《낭독 가게》《센주 크레이지 보이즈》《아오조라컷》《카타의 나라에서》《두 사람의 캔버스》《GO! GO! 필름 타운》
- 2018년 《데우는 유토피아》《고시가야 최고》《한밤중의 슈퍼카》《R134/쇼난의 약속》《원더 월》《유나기의 거리 벚꽃의 나라 2018》《이요! 벤케이》《플라스틱 스마일》
- 2019년 《칸자리시에 사랑을》《히나타의 사와짱, 파도를 타고!》《슈카츠 가게》

## 같이 보기
- 후쿠오카발 지역 드라마
- 프리미엄 드라마